# Christian Holm (1835-1920)
 Der er flere personer med dette navn, se Christian Holm.
Andreas Peter Christian Holm (født 1. november 1835 i København, død 10. oktober 1920) var en dansk grosserer og etatsråd.
Han var søn af etatsråd, grosserer Christian Holm (1807-1876) og indtrådte i firmaet Jacob Holm & Sønner 1861. Holm sad i bestyrelsen for Sygeplejeforeningen for Christianshavn, var medlem af Privatbankens bankråd og Ridder af Dannebrog.
Han var gift med Emilie Severine Nathalie Zøylner (7. december ? i Hørsholm – ?).

## Børn
- Dagmar Holm (1863-1954) oo Franz Neruda
- Ingeborg Holm (1864-1933)
- Christian Frederik Holm (1867-1939)
- Poul Holm (1874-1955)